# Mártires de Palestina

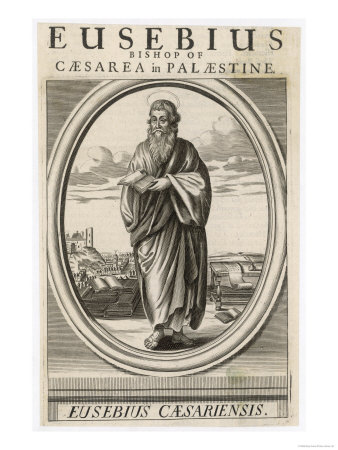
Grabado antiguo de Eusebio de Cesarea

 Sobre los mártires de Palestina es una obra del historiador eclesiástico y obispo de Caesarea,  Eusebio (263 - 339 d. C.), que relata la persecución de los cristianos en Cesarea bajo el mandato del emperador romano Diocleciano. La obra se conserva en dos versiones: una recensión más corta, que formaba parte de su Historia Eclesiástica, y una versión más larga, descubierta en 1866. Eusebio estuvo presente en Cesarea en la época de las persecuciones que relata.

## Antecedentes
La versión más corta de Mártires de Palestina fue probablemente una revisión de la versión más larga. Es posible que las dos versiones existentes sean sólo fragmentos de una obra más larga, hoy perdida. La recensión larga fue compuesta en algún momento después de 311, cuando las persecuciones en Cesarea habían remitido, y publicada en 315-316. 

## Recensión corta
Aunque más breve que la otra versión, hay relatos de martirios en Cesarea que no figuran en la recensión larga, como los martirios voluntarios de Timolao y compañeros mártires.

## Recensión larga
La crueldad de los perseguidores, la resistencia y el sufrimiento de los mártires, se entran en mayor detalle en la versión más larga.

## Fiabilidad
Eusebio afirma abiertamente que no va a tratar nada que no reivindique el juicio divino y que sólo relatará aquellas cosas que puedan ser útiles primero para nosotros mismos y después para la posteridad, lo que hizo que el historiador del siglo XVIII Edward Gibbon desconfiara por completo de la obra. Sin embargo, en el siglo XIX, el historiador Joseph Barber Lightfoot elogió a Eusebio en tales pasajes por su honestidad.